# Jani Rita
Jani Rita (Helsinki, 25 luglio 1981) è un ex hockeista su ghiaccio finlandese, di ruolo attaccante.

## Carriera
In carriera ha vestito, in patria, le maglie di Jokerit (oltre 750 presenze tra SM-liiga e Kontinental Hockey League) e HPK (nell'anno della serrata in NHL, stagione 2004-2005), mentre in Nord America ha difeso i colori di Edmonton Oilers (che lo avevano scelto al primo giro al draft 1999) e Pittsburgh Penguins in NHL, e degli Hamilton Bulldogs in AHL.
Con la nazionale finlandese ha disputato due campionati mondiali, con la medaglia di bronzo vinta nel 2006. A livello giovanile aveva vestito anche le maglie di Under-16, Under-18 (medaglia d'argento ai campionati europei di categoria 1998) e Under-20 (medaglia d'argento ai campionati mondiali di categoria 2001).

## Palmarès

### Individuale
- SM-liiga All-Star Team: 1

2006-2007
- Maggior numero di gol della SM-liiga: 1

2006-2007 (32 gol)
- Campionato mondiale di hockey su ghiaccio Under-20 All-Star Team: 1

Russia 2001
- Maggior numero di gol al Campionato mondiale di hockey su ghiaccio Under-20: 1

Russia 2001 (8 gol)